# Ubstadt-Weiher
Ubstadt-Weiher település Németországban, azon belül Baden-Württembergben. Lakosainak száma 13 388 fő (2023. december 31.). Ubstadt-Weiher Bad Schönborn és Östringen községekkel határos.

## Népesség
A település népessége az elmúlt években az alábbi módon változott:
| Lakosok száma | 7938 | 8778 | 9503 | 9969 | 10 225 | 11 427 | 12 457 | 12 856 | 12 831 | 13 388 |
|               | 1961 | 1967 | 1974 | 1980 | 1987   | 1993   | 2000   | 2006   | 2013   | 2023   |